# Trdnjava sv. Jurija, Čenaj
Trdnjava sv. Jurija (ali zgodovinsko White Town) je trdnjava v obalnem mestu Čenaj v Indiji. Ustanovljena leta 1639 je bila prva angleška (kasneje britanska) trdnjava v Indiji. Gradnja trdnjave je dala zagon za nadaljnje naseljevanje in trgovsko dejavnost na prvotno nenaseljenem ozemlju. Tako je mogoče trditi, da se je mesto (prej imenovano Madras) razvilo okoli trdnjave. V trdnjavi so trenutno zakonodajna skupščina Tamil Naduja in druge uradne inštitucije.

## Zgodovina
Vzhodnoindijska družba, ki je vstopila v Indijo okoli leta 1600 zaradi trgovinskih dejavnosti, je začela licenčno trgovati v Suratu, ki je bil njen začetni sedež. Vendar pa je za zavarovanje svojih trgovskih linij in komercialnih interesov v trgovini z začimbami čutila potrebo po pristanišču bližje Melaškemu prelivu in uspela kupiti kos obalne zemlje, prvotno imenovane Čenirajarpatinam ali Čanapatnam, kjer je družba začela graditi pristanišče in trdnjavo. Slednja je bila dokončana 23. aprila 1644 po ceni 3000 funtov, kar je sovpadalo z dnevom sv. Jurija, ki ga praznujejo v čast zaščitnika Anglije. Trdnjava, imenovana Fort St. George, je bila obrnjena proti morju in nekaterim ribiškim vasem in je kmalu postala središče trgovske dejavnosti. To je rodilo novo poselitveno območje, imenovano George Town (zgodovinsko imenovano Black town - Črno mesto), ki je zraslo, da je obdalo vasi in pripeljalo do nastanka mesta Madras. Pomagalo je tudi vzpostaviti angleški vpliv na karnatsko regijo in obdržati kralje Arcota in Srirangapatne ter francoske sile s sedežem v Pondichéryju. Leta 1665, potem ko je Vzhodnoindijska družba prejela obvestilo o ustanovitvi nove Francoske vzhodnoindijske družbe, so trdnjavo okrepili in razširili, njeno garnizijo pa povečali.
Po mnenju trgovca in popotnika iz 17. stoletja Thomasa Bowreyja je bila utrdbasv. Jurija:
brez spora koristno mesto za častno angleško indijsko družbo in z vsemi rezidencami njihovega častnega zastopnika in guvernerja vse njihove zadeve na tej obali in obali Gingalee, kraljestva tudi Orixa, (Orissa) Bengala (Bengal) in Pattana (Patna); tukaj prebivajo omenjeni guverner in njegov svet, v čast našega angleškega naroda ohranjajo in vzdržujejo mesto v velikem sijaju, civilizirani in dobri vladi, plemenito zabavajo vse tuje veleposlanike in zagotavljajo velike količine Muzlinge (muslin), Callicoes (Calico) itd. vsako leto prepeljati v Anglijo.
Trdnjava ima 6 metrov visoko obzidje, ki je v 18. stoletju zdržalo številne napade. Od leta 1746 do 1749 je za kratek čas prešla v last Francozov, vendar je bila po pogodbi iz Aix-la-Chapelle, ki je končala avstrijsko nasledstveno vojno, vrnjena Veliki Britaniji.
Trdnjava zdaj služi kot eden od upravnih sedežev zakonodajne skupščine države Tamil Nadu in še vedno hrani garnizijo vojakov v tranzitu na različne lokacije v južni Indiji in Andamanih. Muzej vsebuje številne relikvije iz obdobja Raja, vključno s portreti številnih guvernerjev Madrasa. Trdnjavo vzdržuje Arheološki zavod Indije z upravno podporo indijske vojske.
- Trdnjava sv. Jurija leta 1858
- V trdnjavi, Madras (MacLeod, str. 124, 1871)[9]

### Cerkev
Cerkev sv. Marije je najstarejša anglikanska cerkev v Indiji. Zgrajena je bila med letoma 1678 in 1680 po naročilu takratnega agenta Madrasa Streynshama Mastera. Nagrobniki na njenem pokopališču so najstarejši angleški ali britanski nagrobniki v Indiji. V tej starodavni molitveni hiši so slovesno sklenili zakonsko zvezo Robert Clive in guverner Elihu Yale, ki je pozneje postal prvi dobrotnik univerze Yale v Združenih državah.

### Muzej
Muzej Fort, ki je edina ustanova Arheološkega zavoda Indije v kompleksu, razstavlja številne predmete iz obdobja angleške in pozneje britanske vladavine. Ta stavba je bila dokončana leta 1795 in v njej je bila najprej pisarna Madras Bank. Dvorana v zgornjem nadstropju je bila javna menjalnica in je služila kot prostor za javna srečanja, žrebanja loterije in občasno zabavo. Te relikvije spominjajo na britansko vladavino v Indiji. Predmeti, ki so na ogled v muzeju, so orožje, kovanci, medalje, uniforme in drugi artefakti iz Anglije, Škotske, Francije in Indije iz kolonialnega obdobja. Izvirna pisma, ki sta jih napisala Clive in Cornwallis, so zanimivo branje. En komplet neobičajnih uniform iz obdobja je prikazan tudi za ogled. Pièce de resistance je velik kip lorda Cornwallisa.
Državno zastavo Indije je oblikoval Pingali Venkayya in je bila v sedanji obliki sprejeta na zasedanju ustavodajne skupščine 22. julija 1947, nekaj dni pred neodvisnostjo Indije od Britanije 15. avgusta 1947. Prva zastava, ki je plapolala po osamosvojitvi je shranjena v tretjem nadstropju muzeja. Javnosti je dovoljeno videti, ne pa se dotikati ali fotografirati.
Muzej je omenjen v romanu Muzej nedolžnosti turškega nobelovca Orhana Pamuka.
- Spominska soba Victoria
- Grb predsedstva Madrasa, ki prikazuje trdnjavo sv. Jurija

### Hiša Wellesley
Prvo nadstropje stavbe vključuje banketno dvorano, v kateri so slike guvernerja trdnjave in drugih visokih uradnikov režima. Kanoni sultana Tipuja krasijo obzidje muzeja. 4,4-metrski kip stoji na vhodu blizu stopnišča v muzeju. Ta kip je ustvaril Charles Bank v Angliji, da bi ga pripeljali v Indijo. Na podstavku kipa je vklesan prizor, ki prikazuje sultanovega odposlanca Tipuja, ki izroča dva Tipujeva sinova kot talca namesto odkupnine, ki je ni mogel plačati Britancem. Ime je dobil po Richardu Wellesleyju, generalnem guvernerju Indije in bratu vojvode Wellingtona.

### Drog za zastavo
Drog za zastavo v trdnjavi je eden najvišjih v državi. Narejen je iz tikovine in je visok 46 metrov.

## Namakkal Kavingyar Maaligai
Namakkal Kavingyar Maaligai je 10-nadstropna stavba v kampusu in je središče moči državnega sekretariata. V njej so pisarne tajnic in oddelkov. Med letoma 2012 in 2014 je bila stavba prenovljena po ceni 280 milijonov ₹ (kar ustreza 450 milijonom ₹ ali 5,6 milijona USD leta 2023), z dodatnimi objekti, kot sta centralizirana klimatska naprava in nov sistem električne napeljave.

### V preteklih letih
Celoten kompleks upravlja Ministrstvo za obrambo. Trdnjava je trinadstropna, v kateri so pisarne glavnega ministra in drugih ministrov, glavnega sekretarja, notranjega ministrstva, zakladnice itd. Preostale pisarne se nahajajo v 10-nadstropni Namakkal Kavingyar Maaligai, v kateri je več kot 30 oddelkov.
V kompleksu trdnjave sv. Jurija so bile do marca 2010 upravne zgradbe vlade Tamil Naduja. Zakonodaja Tamil Naduja in sekretariat (s sedeži različnih vladnih oddelkov) sta bila v trdnjavi. Sama trdnjava je bila odprta za javnost, vendar le za določeno območje. Glavna stavba oziroma sekretariat je bila odprta le za vladne uradnike in policijo. Topovi in jarek, ki je varoval to staro stavbo, so ostali nedotaknjeni. Leta 2010 sta se zakonodaja in sekretariat preselila na novo lokacijo, stari skupščinski kompleks pa je bil spremenjen v knjižnico Centralnega inštituta za klasično tamilščino. Po skupščinskih volitvah leta 2011 in vrnitvi Džajalalithaa kot glavnega državnega ministra sta bila skupščina Tamil Nadu in sekretariat obnovljena v Trdnjavi sv. Jurija.

## Drugi spomeniki
V bližini trdnjave na Radžadži Salai blizu mostu Napier se gradi lok v spomin na diamantni jubilej zakonodajne skupščine Tamil Nadu. Struktura je replika fasade Fort St. George. Lok bo imel pravokotno strukturo z višino 12 m in širino 80 m, zgrajen pa bo po ceni 13,3 milijona ₹ (170.000 USD). Struktura bo mešanica stare in sodobne arhitekture, navdihnjena s pročeljem Fort St. George. Napis Spominski lok ob diamantnem jubileju zakonodajne skupščine Tamil Nadu bi bila vpisana v angleščini in tamilščini poleg besed 60 let. Glavni minister Džajalalithaa je položil temeljni kamen za lok 30. oktobra 2012. Pred tem je bil lok načrtovan za izgradnjo blizu vhoda v trdnjavo sv. Jurija, vendar je bil pozneje premaknjen izven prepovedanega območja, v skladu z zakonom AMASR. Na višjem sodišču v Madrasu je bila vložena tožba v javnem interesu (PIL), ki nasprotuje potezi, češ da bi lok zadušil Radžadži Salai, ki vodi do višjega sodišča. Vendar je peticijo 9. januarja 2013 zavrnilo sodno sodišče.